# Mario Nigro
Mario Nigro (Pistoia, 1917 - Livourne, 1992) est un peintre italien, membre du Movimento Arte Concreta.

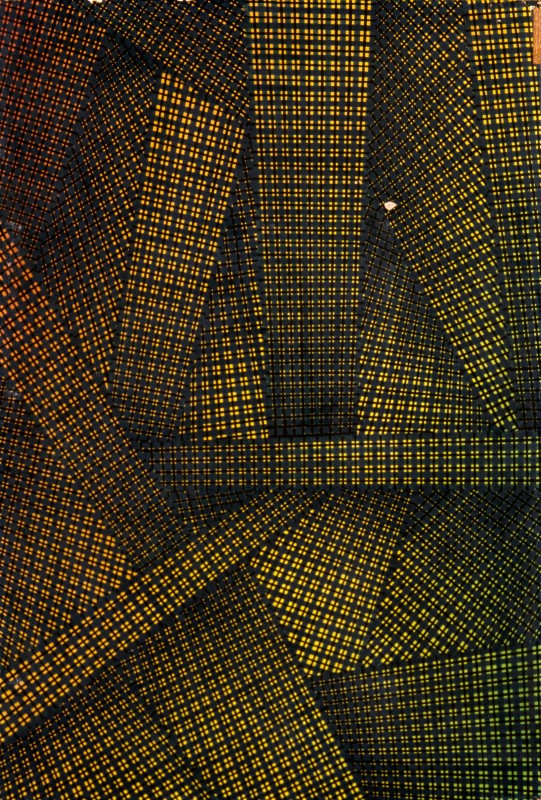
Dallo Spazio totale, 1953-1954 (Collezioni d'arte della Fondazione Cariplo)

## Biographie
Mario Nigro déménage avec sa famille à Livourne en 1929. Il est diplômé de chimie (1940) et de pharmacologie (1947) à l'université de Pise tout en étudiant la musique et la peinture. Il travaille en tant que pharmacologue, mais se concentre de plus en plus sur l'art à partir de 1948. Ayant rejoint le Movimento Arte Concreta après une première période post-cubiste, il va à Milan en 1949 et y tient sa première exposition personnelle à la Libreria Salto. Il se consacre à l'art abstrait à la fin des années 1940, produisant un certain nombre de séries différentes et prend part au Salon des Réalités Nouvelles de Paris en 1951. Il abandonne sa carrière pharmacologique en 1958 et déménage à Milan. Grâce à l'intervention de Lucio Fontana, sa participation à la Biennale de Venise commence par l'invitation en 1964 à la 32e Esposizione Internazionale d'Arte della Città di Venezia et se poursuit en 1968, lorsque l'attribution d'une salle entièrement consacrée à son œuvre lui permet d'établir sa réputation au niveau international.

## Sources
- (en) Cet article est partiellement ou en totalité issu de l’article de Wikipédia en anglais intitulé « Mario Nigro » (voir la liste des auteurs).